# 아프리카-아시아 농촌개발기구
아프리카-아시아 농촌개발기구(AARDO, African-Asian Rural Development Organization)는 아시아·아프리카 지역국가간 상호이해를 증진시키고 농촌의 후생증진 및 기아와 빈곤의 타파를 위한 상호협력 방안을 모색하기 위하여 1962년 3월에 설립된 국제기구이다. 대한민국은 1963년 2월에 가입하였다. 현재 31개 회원국 및 2개 준회원으로 구성되어 있으며, 총회는 3년마다 개최되고 있다. 주요 사업은 연수프로그램 및 워크숍 개최를 통한 인적자원 개발, 농촌소득 증대를 위한 시범사업 개발, 남남협력 차원의 전문가 파견 등이다.

## 설립 배경
1961년 1월 뉴델리에서 제 1차 아시아·아프리카농촌개발회의를 개최하였고, 그 후 1962년 3월 31일 카이로에서 개최된 제 2차 회의에서는 제 1차 회의에서 제안된 아시아·아프리카농촌개발기구 헌장을 채택함으로써 본 기구가 설립되었다.

## 설립 목적
아시아·아프리카 제국간의 공통된 문제에 관한 상호이해를 증진시키고 나아가 아시아·아프리카 지역 농민들의 빈곤을 타개하며, 이들의 일반 복지를 향상시키기 위한 상호협조 방문을 목적으로 하고 있다.

## 주요 기능
- 아시아·아프리카지역 회원국간의 이해를 증진하고, 아시아·아프리카지역 농민의 후생증진 및 기아와 빈곤의 탈피를 위하여 노력한다.
- 유엔식량농업기구, 국제농업생산자연맹, 국제협동조합연맹 등 농업개발을 위한 농촌재건 및 농촌복지의 증진을 목적으로 하는 국제 또는 지역적 기구와 협조한다.
- 아시아·아프리카지역 농민 및 전문가간의 국가간 교류를 도모한다.
- 각종 회의, 세미나, 전시회 등을 개최하고 문헌을 발행하며 공보활동을 전개한다.
- 공동이익에 관계되는 문제에 대한 연구를 행하며 회원에게 유익한 자료와 통계를 수집, 분석, 해석 및 보급한다.

## 회원국
현재 회원국은 31개국으로 아프리카 17개국, 아시아 14개국으로 이루어져 있으며, 2개 준회원이 있다.
- 아프리카 지역 국가 : 부르키나파소, 이집트, 에티오피아, 감비아, 가나, 케냐, 라이베리아, 리비아, 말라위, 모리셔스, 모로코, 나미비아, 나이지리아, 시에라리온, 수단, 잠비아, 튀니지
- 아시아 지역 국가 : 방글라데시, 중화민국, 인도, 이라크, 요르단, 대한민국, 레바논, 말레이시아, 오만, 파키스탄, 팔레스타인, 스리랑카, 시리아, 예멘
- 준회원 : 한국농어촌공사, 수단농업은행

## 한국과의 관계
대한민국은 1962년 3월, 카이로에서의 AARDO 창립총회에 참석하였으나, 정식 가입은 1963년 12월 9일에 하였다. 1973년 3월 5일 한국과 AARDO간에 본기구의 극동지역 사무소를 서울에 설치하기 위한 협정을 체결하였다. 아프리카-아시아 농촌개발기구 극동지역사무소는 유엔 식량 농업 기구 한국협회와 겸임·운영되고 있다.

## 같이 보기
- 아프리카-아시아 농촌개발기구 극동지역사무소
- 유엔 식량 농업 기구 한국협회